# Йона Пафхаузен
Вижте пояснителната страница за други личности с името Йона.
Йона, по рождение Джеймс Пафхаузен (на английски: James Paffhausen), е архиерей на Руската православна църква в чужбина, който в периода 12 ноември 2008 г. – 7 юли 2012 г. оглавява и Американската православна църква със сан архиепископ на Вашингтон и митрополит на цяла Америка и Канада.
По рождение е протестант, но през 1978 г. приема православието. Учи в Калифорнийския университет в Сан Диего, а след това – в Калифорнийския университет в Санта Крус. След като завършва университета, постъпва в Православната духовна семинария „Свети Владимир“ в Крестууд (квартал на град Йонкърс), щата Ню Йорк. Впоследствие записва докторантура в Бъркли, Калифорния.
В края на 1980-те години заминава за Москва, Русия, където сътрудничи в издателския отдел на Московската патриаршия. Там се запознава непосредствено с Руската православна църква и по-специално с монашеския живот като послушник във Валаамския ставропигиален манастир, където негов духовен наставник става игуменът на манастира архимандрит Панкратий.
През 1994 г. Джеймс е ръкоположен за дякон, а малко по-късно – и за презвитер. На следващата година е подстриган за монах под името Йона в манастира „Св. Тихон“, Саут Кейнан, окръг Уейн, Пенсилвания.
На 4 септември 2008 г. Йона е провъзгласен за епископ от Свещения архиерейски синод на Американската православна църква. На 1 ноември същата година в Далас е ръкоположен за епископ на Форт Уърт.
На 12 ноември 2008 г. 15-ият всеамерикански събор в Питсбърг избира Йона за архиепископ на Вашингтон и Ню Йорк, както и за митрополит на цяла Америка и Канада. Тържествената му интронизация като глава на Американската православна църква се състои на 28 ноември 2008 г. в църквата „Св. Николай“ във Вашингтон.
През април 2009 г. митрополит Йона предизвиква скандал, след като по време на всеправославна среща в Далас, Тексас, изказва мнение, че не е съгласен с предложението да се постигне решение на противоречията и проблемите между православните юрисдикции в САЩ чрез общото им подчиняване на Константинопол, чийто духовен предстоятел Йоан определя като чужд патриарх и все още намиращ се под ислямско господство.
Като глава на Американската православна църква Йона се отличава със своя социално-политически активизъм. Той настоява американските епископи да бъдат представени на ежегодния Поход на живота
който се организира през януари във Вашингтон. Освен това той заплашва да оттегли 26 православни армейски свещеници от служба в армията, ако бъдат принудени да благославят еднополови съюзи.
През 2009 г. митрополит Йона е сред християнските лидери в САЩ, подписали т.н. Манхатънска декларация, призоваваща евангелистите, римокатолиците и православните християни да не се съобразяват с правилата и законите, разрешаващи абортите, еднополовите съюзи и други практики, които противоречат на религиозната им съвест. Освен това митрополитът прекратява всички контакти с Епископалната църква, която приема еднополовите бракове. Настоява за пълно общение между Американската православна църква и Англиканската църква в Северна Америка, чието основаване през 2009 г. той подкрепя с поздравителен адрес до учредителния ѝ конгрес.
На 6 юли 2012 г. митрополит Йона подава оставката си пред Светия синод на Американската православна църква, който я приема на 7 юли.
На 15 юни 2015 г. митрополит Йона е освободен официално от Православната църква на Америка, за да премине в служба на Руската православна църква зад граница. Приет е в Руската църква със сан епископ на покой и е поставен на служение в събора Свети Йоан Предтеча във Вашингтон. Освен това е зачислен на щат в Семинарията на средноамериканските епархии, където преподава догматическо богословие.